# Ruská válečná lodi, jdi do prdele (poštovní známka)
Ruská válečná lodi, jdi do prdele (ukrajinsky Русскій воєнний корабль, іді …! ) je ukrajinská poštovní známka vydaná 12. dubna 2022
Na známce je zobrazen ukrajinský voják, jak ukazuje zdvižený prostředník ruské válečné lodi Moskva. Začátek sloganu „Ruská válečná lodi, jdi do prdele“ si můžete přečíst na speciálním razítku a obálce prvního dne vydání. Moskva se potopila dva dny po vydání známky 14. dubna 2022.

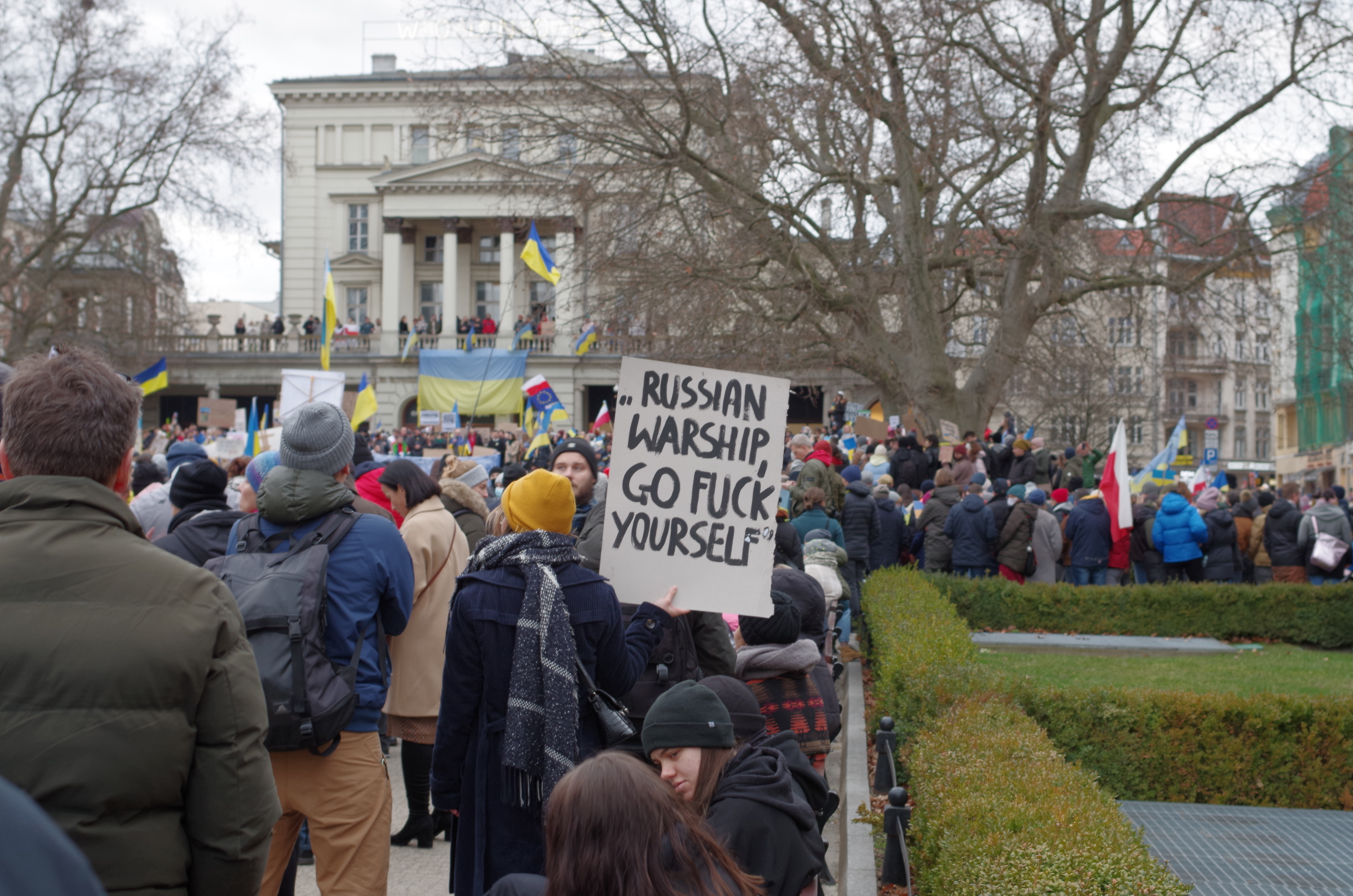
Demonstrace v polské Poznani; cedule představuje úsloví v angličtině

Dne 24. února 2022 se k ukrajinskému Hadímu ostrovu v Černém moři přiblížil řízený raketový křižník Moskva a hlídkový člun Vasilij Bykov. Ukrajinští vojáci na ostrově se odmítli vzdát a jeden z nich, Roman Gribov pronesl jako odpověď na výzvu ke složení zbraní Ruská válečná lodi, jdi do prdele! (rusky Русский военный корабль, иди нахуй!, tj. Russkij vojennyj korabl, idi nachuj!). Fráze záhy začala být používána jako znak odporu vůči ruské okupaci Ukrajiny.
Rčení zlidovělo, začalo se objevovat na demonstracích i vytištěné na trička a reklamní plakáty.
Dne 8. března 2022 spustila Ukrajinská pošta na Facebooku a Instagramu soutěž, ve které nejvíce hlasů získal návrh výtvarníka Borise Groha. Bylo předloženo dvacet návrhů; Hlasování se nakonec zúčastnilo 8000 lidí. Grohova předloha získala 1700 hlasů a 11. března 2022 zveřejnila pošta vítězný návrh na Facebooku.

## Popis známky
Na známce je vyobrazena kresba ukrajinského vojáka s puškou. Jeho pravá ruka ukazuje zdvižený prostředník na válečnou loď. Na lodi je rozpoznatelné číslo 121, stejné jako na křižníku Moskva a vlající ruská vlajka.
Speciální razítko obsahuje obrys Hadího ostrova. Na něm a na obálce prvního dne je začátek úsloví: Русскій воєнний корабль, іді… !

## Hodnota a distribuce
Příležitostná známka je k dispozici ve verzi pro tuzemský prodej s nominálním označením F a pro zahraniční s nominální hodnotou W. Byla distribuována prostřednictvím všech pošt a internetového obchodu Ukrajinské pošty.
Edice je omezena na celkem jeden milion kopií (500 000 kusů každá nominální hodnota). Kromě toho bylo vydáno 20 000 obálek prvního dne s razítkem ve formě obrysové mapy Ukrajiny.
Známka oficiálně vyšla 15. dubna. Kvůli ruským náletům na tiskárnu zatím nebylo možné plánované množství vytisknout. Již 18. dubna internetový obchod Ukrajinské pošty označil známku za vyprodanou v obou verzích.

## Rozměry
Rozměry známky s vepsanou nominální hodnotou F jsou 40,6 × 26 mm a s hodnotou W 40,5 × 30 mm.